# 天眼 (动画片)
《天眼》是浙江中南集团卡通影视有限公司以三维与二维技术结合制作的一部动画片，生产成本预算估计为2400万元人民币（约300万美元），制作人员包括从中央戏剧学院、中央电视台和北京电影学院数百人。

## 剧情
该剧讲述10岁的地球女孩香凌突然遇到外星人艾翔（Evian），艾翔具有神奇魔力，帮助香凌和她的朋友们实现梦想，最后离开。

## 设定
艾翔
来自三眼星球拥有三只眼睛的外星人。能用第三只眼施放魔法，以解决生活上的一些困难。但只要吃多了冰淇淋，魔法就会失效，并可能导致生病。有翅膀，睡觉时其翅膀会变得很宽。

## 荣誉
该片在中国大陆获评“2005年度优秀国产动画片一等奖”、首届中国国际动漫节原创动漫大赛特别奖、第八届四川电视节“金熊猫”奖（专家评审委员会特别奖、亚洲优秀动画片提名奖、中国优秀动画系列大片提名奖）、中国动画学会“中国动画成就奖”、“最受青少年喜爱的十大国产动画片”等诸多奖项，“天眼”形象也于2011年被认定为杭州市著名商标。
2007年，动画片《天眼》系列之《天眼神虎》被欧美引进。《天眼》系列除在中国多地省市电视台播出外，也曾被新加坡、韩国、马来西亚等国引进播放。